# Giovanni Spinelli (diplomaat)
Giovanni Battista Spinelli († 25 juli 1522) was een Italiaans edelman en diplomaat in het koninkrijk Napels.
Spinelli stamde uit het Huis Spinelli, een oude Italiaanse katholieke adellijke familie. Op 7 mei 1486 werd hij benoemd tot conservator-generaal van het koninklijk patrimonium wegens verdiensten van zijn vader Troiano Spinelli, eerste baron van Summunte, aan de Napolitaanse kroon. Hij verwierf in 1510 de rechten van de garde van Piëmont, dewelke hij overkocht van Agostino Adorno. Hij was tevens schatbewaarder-generaal van Calabrië sinds oktober 1516. Op 22 maart 1518 werd hij benoemd tot raadsheer in oorlog en vrede van de koning van Napels, daarnaast werkte hij nog als ambassadeur in de raad van oorlog en staat.

## Gezin
In 1494 huwde hij met Livia Caracciolo, dochter van Tristano, heer van Ponte Albaneto, Fontanafusa en Lusciano, Napolitaans patriciër, en van Beatrice Piscicelli. Samen kregen ze vier kinderen: donna Isabella, don Ferdinando, zijn erfgenaam, donna Geronima en donna Dorotea.

## Adellijke titels
Al deze adellijke titels verwierf hij wegens verdienste of opkoping.
- Hertog van Castrovillari, 1522
  - Oorspronkelijk heer van Castrovillari, 1521
- Graaf van Cariati, 1505
- Heer van Paola e Fuscaldo, 1496
- Heer van Terravecchia, 1505
- Heer van Cerenzia, 1505
- Heer van Caccuri, 1505
- Heer van Umbriatico, 1505
- Heer van Verzino, 1505
- Heer van Scala, 1505
- Heer van Rocca di Neto, 1505
- Heer van Campana, 1505
- Heer van Bocchigliero, 1505
- Heer van Pantano, 1518
- Napolitaans patriciër, sinds zijn geboorte